# Hierodryas eriochiras
Hierodryas eriochiras är en fjärilsart som beskrevs av Edward Meyrick 1931. Hierodryas eriochiras ingår i släktet Hierodryas och familjen spinnmalar. Inga underarter finns listade i Catalogue of Life.